# ميك هوتون
ميك هوتون (بالإنجليزية: Mick Hutton)‏ هو عازف باس وملحن بريطاني، ولد في 5 يونيو 1956 في تشستر في المملكة المتحدة.

## وصلات خارجية
- ميك هوتون على موقع ميوزك برينز (الإنجليزية)
- ميك هوتون على موقع ديسكوغز (الإنجليزية)